# 管

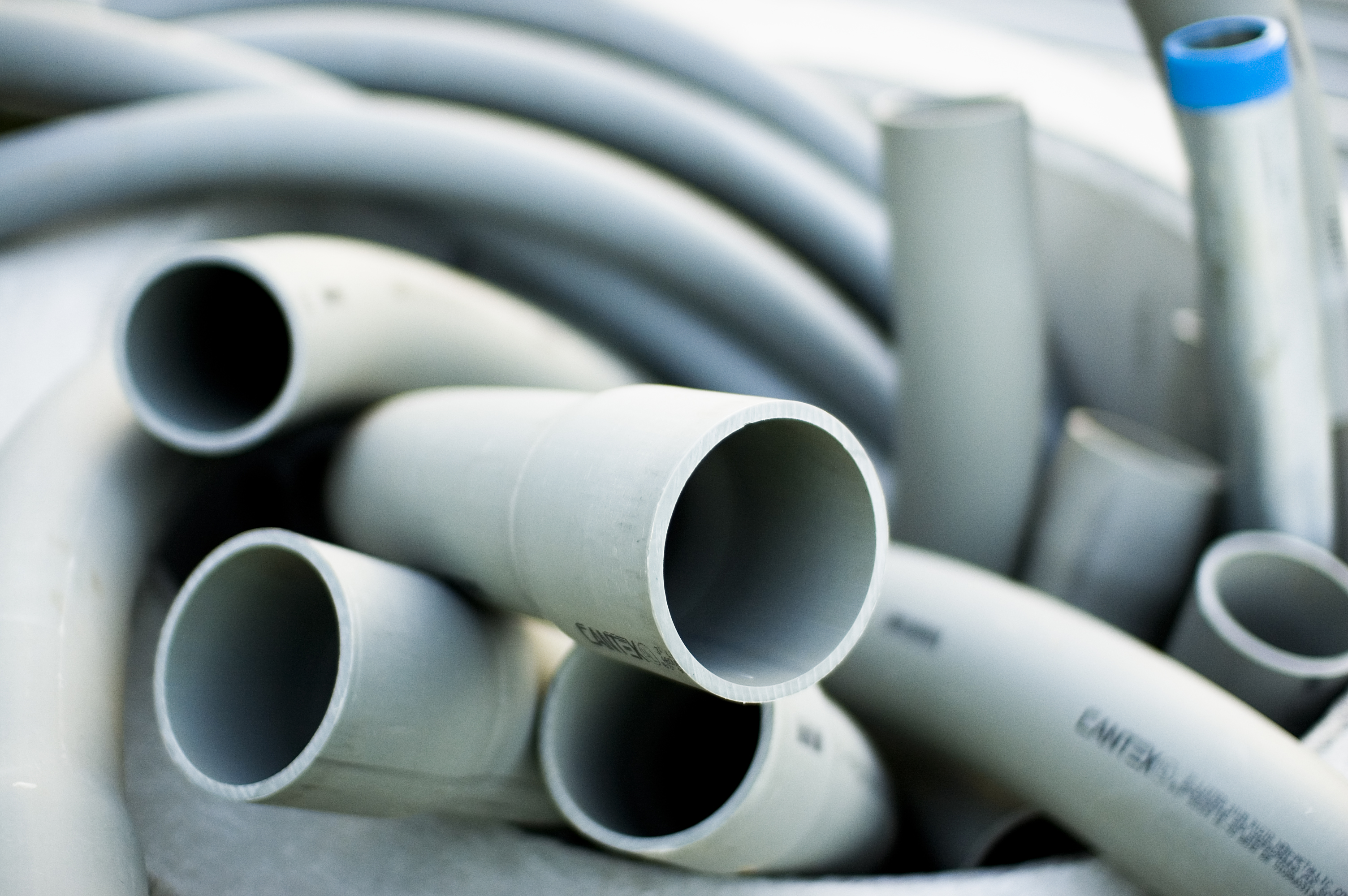
プラスチックの配管部品

管（くだ、かん）とは、中空の細長い構造である。チューブ（英: tube）とも言う。自然界では生物に様々なものが見られ、人工物では金属、ガラス、ゴム、プラスチック、コンクリートなどによって作られ、利用される。

## 概要
管は、細長い形で、外側がある程度固い、もしくは弾性のある素材で作られており、内部に空洞があり、それが少なくとも一方で外に口を開いているものを指す。短くて固いものは筒、細長くて柔らかいものはホース、長くて固いものはパイプということもある。チューブは英語 tube の片仮名表記であるが、現在の日本語ではチューブというと特定形状に加工されたタイヤ内部の部品や、流動物用の容器などをも意味する。
中が空洞であるために、軽く、しかも力が比較的均一に分散する形状のため丈夫である。そのため、その形態を維持する仕組みとしても機能するが、内側の空洞部分にものを詰め、あるいは流体を流すのに使われる事も多い。
生物にはこの構造を持ったものが多数あり、その多くは微小で見分けにくいが、目立つものは古くから道具として利用された。例えば竹筒、ワラ、骨などがこれに当たる。人工的にこのような構造を作るのは容易ではないが、金属やプラスチックなどの素材や、その加工技術の発達により、現在では様々なものが作られ、利用されている。

## 性質
管という構造は、以下のような特徴を持っている。
- 軽い。中空であるために中実の構造より軽くなっている。
- 一続きの空洞を持つ。細長い容器として使えるほか、これを通して流体を漏らさずに運ぶことができる。特に液体に対してはサイフォンの原理が使えるのが利点である。さらに、液体を管に詰めると、一端から加えられた圧力を他の端へと伝えることが出来る。その際に管を曲げれば任意の方向へ伝えられる利点がある（油圧など）。
- 多数を並べた場合、中に空気の層を持つことになるので断熱の効果もある。
- 管の断面は円形であるか、それに近い。円形は断面積当たりの周が最も小さいから、同一量の素材であれば、より広く長い管が作れる。また、強度的にも優れている。細長い物を立てる場合、重い物を上に乗せる場合には中実であるほうがよいが、そうでないなら折れにくくて軽いことは非常に有利である。竹の茎、ネギの葉などはこの例である。
- 多数の管が束になった構造も上記のような特徴を持っている。なお、多数の同一径の管が平行に配置して、それらが互いに押し付けられた場合、個々の管は互いに密着して往々にして六角形になる。これはいわゆるハニカム構造である。
- 管はその太さが変わらないように作ると、その内部を伝わる波はその内側に閉じこめられ、広がってゆけない。その結果、波は拡散せず、弱まらずに遠くに伝わる。伝声管は音波を管に閉じこめることで遠くに伝えるものである。
- 同様に管はその太さが変わらないように作ると、その内部に加わる圧力は変わらず均一に伝えることができる。これを利用して中に作動油を充填して動作させる油圧装置が作られている。

## 生物における例
- 流体輸送のための管
  - 動物
    - 循環系：血管・リンパ管・水管
    - 消化系：消化管・胆管
    - 呼吸器系：気管
    - 排出系：輸尿管・細尿管・尿管・マルピーギ管・腎管・原腎管
    - 生殖系：輸卵管・輸精管・産卵管
    - 他：吸血性昆虫の口器・毒針

  - 植物：道管・師管
  - 圧力伝達のための管：水管系（棘皮動物）
- 構造体、その他の管：菌糸や糸状藻類の細胞壁・花粉管・鳥類や哺乳類の骨（一部）・竹やヨシなどの茎・ネギなどの単面葉・ゴカイなどの棲管・蜂の巣・微小管・毛
- 複合的な構造の例
  - 樹木の木部を構成するのは道管と繊維細胞で、いずれも個々には厚いセルロースの細胞壁からなる管状の構造である。材木の性質である軽くて丈夫なこと、断熱性などはこのような管の集積物であることによる部分が大きい。
  - さらに竹などでは、材の形そのものが管になっている。
  - また、イワヅタ目の緑藻などでは、藻体が管状の多核体となっており、太いパイプの中が筒抜けとなっている。このため、強度を補うように管の内部を横断するように管状の細胞壁が張られている。

## 管の作り方
管を作るには、様々な方法がある。はじめから管の形を作るのもあるが、何かを変形することもある。
- 平面の左右を折り曲げ、その両端を接着させる。脊椎動物の神経管は原腸胚期の胚の背面外胚葉がくぼみ、溝となった後、その上側の左右が融合して管となる。カヤツリグサ科などに見られる円筒形になった葉鞘も、本来は平面であるものが巻いて、その両端が癒合したものと見られる。カの口吻の吸血に用いられる管は、上唇が円筒状に巻いて形成されており、その外側に大顎と小顎、下咽頭が添えられる。
- 複数の板を張り合わせる。チョウやガの口吻は液を吸うためのストローになっているが、これは樋状になった細長い小顎外葉を左右から合わせることで作られる。それに対してカメムシ目の口針の形成には、大顎と小顎の2対の要素が与っているが、実際に管になるのはやはり小顎の方で、2本の溝が刻まれた小顎針が合わさることで、内部に食物の吸収用と唾液を送り出す2本の管が形成される。
- 細い棒を円周状に配置。ヒゲムシの触手の多いものには触手による管を作る例が見られる。また、微小管は時にこの形に配列し、その内部で物質輸送が行われる例がある。太陽虫や吸管虫を参照。
- 円周の形に素材を積み上げてゆく。ハチの巣、微小管等はこれ。
- 既存の長い構造の内部に空洞を作る。道管の場合、まず細長い細胞ができ、その細胞壁が厚くなった後、細胞が死んで細胞質がなくなり、両端の細胞壁が壊れて管となる。
- 薄いものを巻く。例えばバナナなどのいわゆる偽茎は葉鞘を巻き重ねたようなものである。
- 細長い紐を螺旋状に巻いて行く。タバコモザイクウイルスはDNAと蛋白質の紐が螺旋に積み上がった構造をしている。環形動物のヒゲムシには長い一本の触手を持ち、これを螺旋状にしてその内部の空洞で消化を行うと見られるものがある。
- 液体がその表面で固体化する場合。内部の液体部分がさらに流れると、次第に円筒形の管が形成される。鍾乳洞に見られるストローはこれに類する。
- 棒状の構造の外側に物質を固形化させる。細長い虫が、体表から粘液を出して細粒を集めて棲管を作るのはこれに当たる。チクワは竹に魚肉練り製品を巻きつけ、焼いて作る。
- 面の真ん中をつまんで引っ張る、あるいは押し込むことで細長い筒を作る。動物の発生における原腸の形成など。
- まず太い管を作っておき、これを引っ張り伸ばして長くて細い管を作ることもある。パスツールピペットのような細いガラス管はこれで作る。進化的には、タツノオトシゴやクダヤガラの吻は口が引き伸ばされたものと見なせる。
- 細い管を作り、中に空気で圧力をかけ、引き伸ばしながら、膨張させることで薄く太い管を作ることもある。ポリ袋はフイルム状に薄くしたポリエチレンなどの合成樹脂の管を押しつぶして、底を熱で溶着させることで作られるが、薄い管のまま使う例もある。

## 管の補強
管の形は強度的に優れたものではあるが、実際の強さは素材やその作り次第でもある。内部に液体を通すもので、それほど圧力のかからないものであれば、それほど強さも必要なく、普通は液の圧力を得てその形を保ち、内圧が下がればつぶれる。
しかし、常にある太さを保つ必要がある場合もあり、その場合、管の壁に補強が入る。補強にも様々な例があるが、よく見られる形に繊維状のものを円環にしたものを並べる、あるいは螺旋にしてものを入れるというのがある。道管には螺旋状の壁の紋を持つものがあるが、人工的なホースのそれによく似ている。

## 利用
管を利用するのには以下のような場合がある。
容器
細長い容器として使う。必要に応じて切り分けたりする。腸詰めのケーシングもこの範疇に入る。
流体の移動
ホース、パイプ、縦樋など。必要に応じて継ぎ合わせ、あるいは分岐させることがでいる。
支柱や建材
軽くて丈夫な点を利用する。
細長い物の保護
電線を中に収める電線管など。
楽器
音を響かせるのに管が利用される。長さを変えることで音程を調節できる。直接に楽器とするのはいわゆる管楽器であるが、パイプオルガン、チューブラーベル、ドレミパイプもそうである。他に鉄琴などのように、楽器本体は別にあり、管を共鳴管として備える例もある。
これらすべてにかかわる例が竹である。竹は非常に多様な利用があるが、その多くに竹が節を抜くか、切り落とせば管となることが関係している。

## 管に関わる生物名
- 刺胞動物：管クラゲ・クダサンゴ・エダクダクラゲ
- 環形動物：チューブワーム
- 節足動物：粘管目（トビムシ目の旧名）
- 脊椎動物：クダヤガラ・管歯目（ツチブタ目の旧名）・クダハナアルキ（鼻行類）

生物の学名や分類階級の名称はラテン語に由来するものが多く、ラテン語で管を意味する sipho や tubus、それが形容詞化した tubulosus 等を名前に持つものがある。上記のクダクラゲ目（Siphonophora）や管歯目（Tubulidentata、-denta = 歯）などは元々「管」を意味するこれらの単語に由来しており、和名はその直訳である。

## 関連用語
- 金属管 - 鋼管 - 鉄パイプ - 白管 - 非鉄金属管 - 銅管　- ニューム管
- パイプ- パイプ (たばこ)
- ヒューム管